# Dolls (film 1987)
Dolls è un film del 1987 diretto da Stuart Gordon e prodotto da Brian Yuzna. È uscito nelle sale cinematografiche americane il 1º marzo 1987.

## Trama
Una piccola famiglia, composta da tre persone (un padre, sua figlia e la matrigna), quasi investe due ragazze autostoppiste. La famigliola viene sorpresa da un forte temporale che li costringerà a lasciare la macchina, rimasta impantanata nel fango, e cercare rifugio. Trovano ospitalità nella vecchia casa di un anziano fabbricante di bambole e della sua consorte.
Alle due strane persone piace molto il temporale, perché sembra che porti la "notte più lunga del mondo". Intanto nella casa arrivano altri tre ospiti, cioè le due autostoppiste quasi investite all'inizio del film, e Ralph (Stephen Lee) un uomo un po' infantile, che viene sempre rimproverato per la sua troppa immaginazione (esattamente come per Judy). Judy (Carrie Lorraine), la figlia della coppia, è una bambina semplice e fa subito amicizia con Ralph.
Sembra che il fabbricante nasconda il fatto che la notte le bambole prendono vita e che hanno uno strano istinto omicida. Infatti, durante la "notte più lunga del mondo" le bambole uccideranno ad uno ad uno tutti gli ospiti della casa, lasciando vivi solamente Judy e Ralph. Le bambole hanno lo strano potere di tramutare in bambole tutte le persone che hanno massacrato, in questo modo le persone saranno costrette a rimanere nella casa per l'eternità, in modo da scontare le loro pene. Alla fine Judy e Ralph, dimostrando il loro buon cuore e il fatto di credere ancora al mondo infantile dell'immaginazione e della fantasia, vengono liberati dalle due strane persone (che si scopriranno essere stregoni) e si allontanano con l'auto di Ralph per iniziare una nuova vita. Il film termina con l'arrivo di un'altra macchina che si blocca in una buca di fronte alla casa. Ignari del pericolo, i passeggeri andranno a chiedere aiuto.

## Le bambole
Le Bambole hanno un'idea precisa sul perché uccidere gli ospiti della casa. Infatti, uccidono solamente quelle persone che hanno una visione del mondo vuota, superficiale e materialista e che privano gli altri della loro fantasia.
- Le Bambole sono tutte diverse, non ce ne sono né di simili né di uguali.
- Le Bambole sono di vari tipi: pagliacci, bambole di porcellana, bambolotti di plastica, peluche, burattini, marionette e soldatini.

## Le morti
Ogni persona presente nella casa viene trasformata in bambola in modo personale, quindi ognuno avrà una fine diversa dall'altro:
- Isabel: verrà continuamente disturbata, durante un tentato furto, dall'apertura continua di un carillon, posto al centro di due Bambole, che la porterà ad impaurirsi e di cercarle per l'intera stanza. Verrà, poi, presa alla sprovvista da dietro e trascinata per la stanza, per poi finire brutalmente uccisa, sbattendo, ripetutamente, la testa contro un muro e trascinata via con forza. Tutto sotto gli occhi di Judy.
- David Bower (Ian Patrick Williams): rincorrerà Judy per la casa cercando di convincerla a dormire con loro, perché credono che Ralph sia pedofilo, e cercherà di rompere il pupazzo del Jolly (Scarabocchio) senza riuscirci, anzi viene morso dallo stesso. Cercherà anche di bruciarlo con una candela però otterrà solo una bruciatura sul piede e la perdita della vista sul pupazzo. Morirà per ultimo trasformato dallo stesso Stregone nelle sembianze di Scarabocchio (appena distrutto dallo stesso) dopo che avrà distrutto la maggior parte delle Bambole create.
- Rosemary Bower (Carolyn Purdy Gordon): si uccide lanciandosi fuori dalla finestra dopo essere stata rincorsa, ferita e accerchiata dalle Bambole.
- Enid (Cassie Stuart): Verrà fucilata dai soldatini bersaglieri, mentre è alla ricerca della sua compagna Isabel.

## Riprese
Sebbene la pellicola sia di produzione americana, essa è stata interamente girata presso gli Empire Studios di Roma.

## Effetti speciali
Gli effetti speciali sono stati curati da Arturo Balceiro, Xavi Bastida, Víctor García e Juan Serrano. Una squadra composta da molte persone, proprio per avere la perfezione della scena. La produzione dell'intero film va a Brian Yuzna, già produttore di grandi classici come Re-Animator e From Beyond - Terrore dall'ignoto.

## Home Video
In Italia la VHS del film è stata distribuita dalla Vestron Video International. Successivamente è stato pubblicato in edizione Blu-ray e DVD dalla Pulp Video.

## Accoglienza
Sull'aggregatore Rotten Tomatoes il film riceve il 60% delle recensioni professionali positive con un voto medio di 5,7 su 10 basato su 15 critiche, mentre su Metacritic ottiene un punteggio di 55 su 100 basato su 8 critiche.